# Wołodymyr Mykytin
Wołodymyr Bohdanowycz Mykytin, ukr. Володимир Богданович Микитін, ros. Владимир Богданович Микитин, Władimir Bogdanowicz Mikitin (ur. 28 kwietnia 1970 w Krasnym Łuczu) – ukraiński piłkarz, grający na pozycji obrońcy, a wcześniej pomocnika, reprezentant Ukrainy, trener piłkarski.

## Kariera piłkarska

### Kariera klubowa
Wychowanek DJuSSz w Krasnym Łuczu (od 1979) oraz Internatu Sportowego w Ługańsku. Pierwszy trener - D.G.Frołow. Od 1987 występował w amatorskiej drużynie Stachanoweć Stachanow, a później w drużynie rezerwowej Szachtara Donieck. W latach 1989–1991 odbywał służbę wojskową w SKA Odessa, a potem przeszedł do drużyny Zoria-MAŁS Ługańsk, w której występował przez sześć lat. W 1996 przeniósł się do Karpat Lwów, a w 1998 został zaproszony do Szachtara. Po krótkiej przygodzie w Worskłe Połtawa przez kłopoty finansowe klubu opuścił Połtawę i w 2001 wyjechał do Rosji, gdzie bronił barw Rostsielmasz Rostów nad Donem. W 2003 powrócił do Zorii, a w 2005 zakończył karierę piłkarską w Stali Dnieprodzierżyńsk.

### Kariera reprezentacyjna
15 lipca 1998 debiutował w drużynie narodowej Ukrainy w przegranym 1:2 meczu towarzyskim z Polską. Łącznie rozegrał 13 spotkań.

## Kariera trenerska
Po zakończeniu kariery piłkarskiej rozpoczął pracę trenerską. Od 2006 prowadził drugą drużynę Zorii Ługańsk. W 2007 poszukiwał talenty dla głównej drużyny Zorii. Od marca 2008 ponownie trenuje drugą drużynę.

## Sukcesy i odznaczenia

### Sukcesy klubowe
- wicemistrz Ukrainy: 1999, 2000
- brązowy medalista Mistrzostw Ukrainy: 1998
- finalista Pucharu Rosji: 2003

### Sukcesy indywidualne
- wybrany do listy 33 najlepszych piłkarzy Ukrainy": 1999 (nr 1)